# Unterach am Attersee
Unterach am Attersee – gmina w Austrii, w kraju związkowym Górna Austria, w powiecie Vöcklabruck. 1 stycznia 2015 liczyła 1445 mieszkańców.